# Cricklade
Cricklade est une ville anglaise dans le Wiltshire, située entre Londres et Bristol, sur la Tamise. La ville compte, en 2011, 4 227 habitants.

## Histoire
Cricklade fut établi pendant l'invasion saxonne de la Grande-Bretagne, environ l'an 800. 

## Jumelages
Cricklade est jumelé avec :
- Sucé-sur-Erdre (France)